# Trnovača (gljiva)
Trnovača, bodljikava suncobranka, račvasta trnovača ili velika trnovača (lat. Echinoderma asperum ili prije Lepiota aspera, odnosno Lepiota acutesquamosa var. mosa (Weinm,) Kummer) je nejestiva gljiva iz obitelji Agaricaceae (pečurke). 

## Opis
- Klobuk trnovače je širok od 5 do 6 centimetara, širok, smeđ, najprije gotovo stožast ili sveden, zatim raširen i vijugav, mesnat; prekriven je svilenkastim blijedosmeđim vlakancima koja se skupljaju u stršeće oštre čuperke.
- Listići su bijeli, vrlo gusti i slobodni.
- Stručak je visok od 4 do 10 centimetara, najprije pun, zatim cjevasto šupalj, pri vrhu bijel, od vjenčića prema dolje smeđast, na dnu odebljan i često od ostataka ovoja bradavičasto zarubljen; prstenak se oko stručka objesi i skupi; rub mu je smeđ zbog čehastih ostataka ovoja koje je povukao s ruba klobuka.
- Meso je bijelo, mekano, zadah jak i neugodan, okus također.
- Spore su eliptično valjkaste, u masi bijele, pod mikroskopom bezbojne, 5 – 8 x 2 – 4 μm.

## Stanište
Raste ljeti i u jesen najčešće na pješćanu tlu crnogoričnih šuma; možemo je naći i u parkovima, na poljima i u vinogradima.  

## Upotrebljivost
Trnovača nije jestiva zbog vrlo neugodna zadaha i okusa.

## Sličnosti
Našoj trnovači podosta nalikuje nejestiva vrsta Lepiota acutesquamosa var. furcata Kuhn, koja se uglavnom razlikuje time što joj se listići račvaju. Vrsta Lepiota hystrix Moller manja je od trnovače, a klobuk i stručak prekriveni su smeđim piramidalnim bradavicama. Raste u bjelogoričnim šumama. Narodni naziv trnovača nastao je nakon slučajnog susreta našega pokojnog entuzijasta Blagaića s nekom seljankom koja je ovoj ljepotici dala ime pošto je opipala njezine oštre stršeće čehice. 

## Slike
|  |  |  |  |  |
|  |  |  |  |  |